# Eduard Taeger

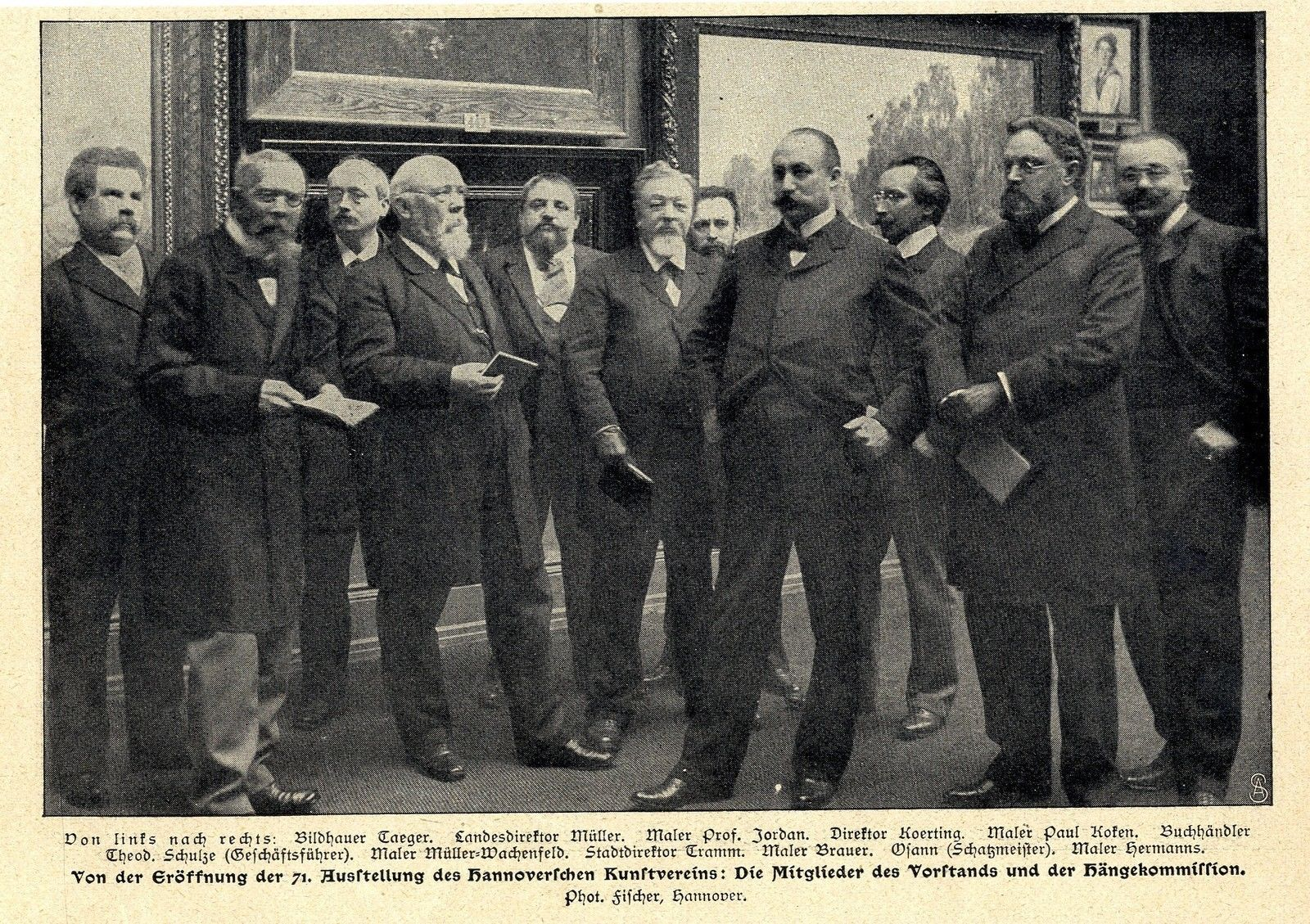
Eduard Taeger (1. von links) als Mitglied im Kunstverein Hannover bei dessen 71. Ausstellungs-Eröffnung;
Fotodruck nach einer Gruppenbild-Aufnahme von Ernst August Fischer, 1903

Eduard Täger (auch: Eduard Taeger; * im 19. Jahrhundert in Hannover; † im 20. Jahrhundert) war ein deutscher Bildhauer.

## Leben
Eduard Täger war der Sohn des Bildhauers Ludwig Täger.
Am 2. November 1863 immatrikulierte sich Täger in München an der dortigen Akademie der Bildenden Künste für das Fach Bildhauerei.
Bereits in jungen Jahren schuf Täger das in Sandstein gehauene Grabmonument für den Königlich Hannoverschen Hofkapellmeister Carl Ludwig Fischer auf dem Stadtfriedhof Engesohde.
Zu Beginn des 20. Jahrhunderts war Taeger 1903 Mitglied im Vorstand beziehungsweise der Hängekommission des Kunstvereins Hannover und wirkte mit bei der Eröffnung der 71. Ausstellung des Vereins im Jahr 1903.